# Michail Jewsejewitsch Bukinik
Michail Jewsejewitsch Bukinik (russisch Михаил Евсеевич Букиник, ukrainisch Михайло Євсійович Букінік; * 29. Oktoberjul. / 10. November 1872greg. in Dubno, Russisches Kaiserreich; † 1947, USA) war ein ukrainischer Cellist, Komponist, Musikpädagoge und Musikkritiker.

## Leben
Michail Bukinik wurde 1872 in Dubno im Gebiet von Rowno in der Ukraine geboren. Es ergab sich, dass insgesamt vier Familienmitglieder, darunter sein Bruder Isaak (Violinist, Pädagoge, Musikkritiker) und dessen zwei Töchter sich für den Beruf des professionellen Musikers entschieden.
Von 1885 bis 1890 besuchte Bukinik die Musikschule in Charkow, wo er auch Mitglied des Vereins für russische Musik war. Während der folgenden fünf Jahre studierte er bei Alfred von Glehn am Moskauer Konservatorium. Bei seinen solistischen Auftritten und Konzerten als Orchestermitglied spielte er zusammen mit Musikern wie Sergei Tanejew, Nikolai Medtner, Konstantin Igumnow, Alexander Goldenweiser, Alexander Goedicke und W. Lambowskaja. Unter seinen Kommilitonen waren solch namhafte Musiker wie Ferruccio Busoni, Alexander Skrjabin und Sergei Rachmaninow. Sein Studium absolvierte Bukinik im Jahre 1895.
Es folgten Tourneen in Russland mit dem Symphonieorchester von Dimitri Achscharumow. Nach einem kurzen Aufenthalt in Berlin kam Bukinik 1899 nach Saratow zurück, wo er bis 1904 als Lehrkraft am „Mariinski-Institut der tugendhaften Jungfern“ tätig war. Aus derselben Zeit stammt seine Bekanntschaft mit dem berühmten Maler Viktor Borisow-Musatow, eine Freundschaft, die ihn in seinem Leben lange begleitete. Pawel Kusnezow war der zweite Maler, der Bukinik sehr nahe stand. Im Jahre 1901 gründete er gemeinsam mit Borisow–Musatow, dem Feldarzt und Literaten Wladimir Stanjukowitsch und dessen Ehefrau Nadeschda den sogenannten „Englischen Klub von Saratow“. 1902 beteiligte sich daran auch Jelena Alexandrowa, Musatows spätere Ehefrau.
In den kommenden zwei Jahren (1904–1906) lebte Bukinik in Deutschland, Frankreich und der Schweiz. 
Ab 1906 hatte er viele Auftritte in Moskau. Dort war er auch Violoncellolehrer an der angesehenen Gnessin-Musikschule, die auch heute noch als Gnessin-Institut existiert und einen außerordentlich guten Ruf genießt. Nach der Revolution im Oktober 1917 wurde die Schule jedoch vorübergehend geschlossen. 
Von 1919 bis 1922 war Bukinik Professor am Konservatorium Charkow.
1922 emigrierte Bukinik in die USA, wo er mit einem ukrainischen Quartett auftrat und zusätzlich in einem ukrainischen Musiktheater spielte. 1944 veröffentlichte er seine Memoiren und starb drei Jahre danach (1947).
Die Cellosonate seines Kommilitonen Sergei Rachmaninow brachte er zur Uraufführung in Paris und machte die dortige Öffentlichkeit mit dem Genie dieses Komponisten bekannt. Wie er selbst schrieb, blieb Rachmaninow für Bukinik immer in seinen Erinnerungen:
„… und da taucht S. Rachmaninow auf. Er ist hochgebaut und dünn und seine Schultern geben ihm eine viereckige Form. Seine langes Gesicht ist sehr ausdrucksvoll; er gleicht einem Römer. Sein Haar ist stets guten Schnitts. Seine Freunde meidet er nicht, er unterhält sie mit Witzen, wenn auch manchmal jugendlich-zynisch, verhält sich einfach, positiv. Er raucht viel, spricht mit einer tiefen Stimme und obwohl er unseres Alters ist, scheint er doch älter. Wir alle haben über seine Erfolge in den Kompositionsstunden bei Arensky gehört. Wir wussten über seine Fähigkeiten, die Form eines jeden Stückes schnell aufzunehmen, Noten schnell zu analysieren und lesen. Sein absolutes Gehörvermögen sowie auch seine brillanten Analysen der Werke von Tschaikowski und Arensky erstaunten und begeisterten uns. Als Pianist imponierte er uns aber mehr.“
Bukinik ist Autor einiger Cellowerke, Kinderschulen und bearbeitete verschiedene Werke russischer Komponisten.